# Филиал МГУ имени М. В. Ломоносова в Сарове
Филиал Московского государственного университетам им. М. В. Ломоносова в г. Сарове (МГУ Саров) — филиал Московского государственного университета, созданный в качестве образовательного ядра Национального центра физики и математики (НЦФМ). Ориентирован на подготовку специалистов и кадров высшей квалификации по фундаментальным направлениям математики, физики и информационных технологий. Филиал МГУ размещён в зданиях на открытой территории Технопарка «Саров» в городе Саров Нижегородской области.

## История
Открытие филиала состоялось 1 сентября 2021 года в городе Саров. Решение о создании филиала было принято по инициативе госкорпорации «Росатом» в рамках поручения Владимира Путина по созданию Национального центра физики и математики (НЦФМ) для подготовки ученых мирового уровня.
Преподавание в Саровском филиале МГУ ведется по пяти магистерским программам: вычислительные методы и методика моделирования, суперкомпьютерные технологии математического моделирования и обработки данных, теоретическая физика, экспериментальные электромагнитные поля, релятивистская плазма, аттосекундная физика, а также лазерная нелинейная оптика и фотоника.
Руководитель филиала — д.ф.-м.н., профессор, чл.-корр. РАН Воеводин Владимир Валентинович.
В 2022 г.:
- было подписано соглашение о сотрудничестве филиала с детским технопарком «Кванториум Саров», в рамках которого предполагается экспертное сопровождение сотрудниками филиала работ «Кванториума»[11].

В 2023 г.:
- 28.02 – открытие аудитории в честь В.А. Рубакова – известного физика-теоретика, преподававшего в МГУ Саров.[12].
- 02.06. – визит Председателя Правительства РФ М.В. Мишустина.[13].
- 12.06 – участие студентки филиала Д.Уразовой в игре летней серии «Что? Где? Когда?»[14][15].
- 08.09 – встреча президента РФ В.В. Путина со студентами филиала, общение о темной материи и идеальной жене.[16].
- 04.12 - Указом Президента Российской Федерации от 4 декабря 2023 года № 919 за заслуги в научно-педагогической деятельности, подготовке квалифицированных специалистов и многолетнюю добросовестную работу директор саровского филиала МГУ Владимир Валентинович Воеводин удостоен ордена Дружбы.[17].

- В 2024 г.:

- 29.02, 9.11 – визиты генерального директора Госкорпорации «Росатом» Алексея Лихачёва.[18][19].
- 15.03 – экспозиция МГУ Саров на ВДНХ в рамках Международной выставки-форума «Россия».[20].
- 19.04 – визит в филиал делегации Государственной Думы.[21].

Участие студентов филиала в съемках документальных фильмов центральным ТВ:
- о советском физике-ядерщике Георгии Николаевиче Флёрове,[22][23].
- о главном конструкторе первой советской атомной бомбы Юлие Борисовиче Харитоне.[24][25].

На базе филиала регулярно проводятся научные школы Национального центра физики и математики по 11 направлениям научной программы НЦФМ: искусственный интеллект и большие данные, архитектуры суперкомпьютеров, математическое моделирование на супер-ЭВМ экса- и зеттафлопсной производительности, лазерная физика и лазерные технологии, физика высоких энергий и ускорительная техника, экспериментальная лабораторная астрофизика и геофизика, газодинамика и физика взрыва, физика элементарных частиц и т.д..
Количество школ:
2022: 5  
2023: 10
2024: 12 

## Обучение
Филиал ведёт подготовку специалистов на уровне специалитета, магистратуры и аспирантуры по разнообразным программам.

### Специалитет
С 2024 г. совместно с физическим факультетом МГУ им. М.В. Ломоносова  в саровской филиале университета открыта программа специалитета «Физика частиц и экстремальных состояний материи». На базе МГУ Саров на младших курсов проводится учебная практика,  на старших – финальный этап обучения..

### Магистратура
Обучение в филиале производится по шести магистерским программам:.
- «Теоретическая физика»;
- «Лазерная нелинейная оптика и фотоника»;
- «Экстремальные электромагнитные поля, релятивистская плазма и аттосекундная физика»;
- «Вычислительные методы и методика моделирования»;
- «Суперкомпьютерные технологии математического моделирования и обработки данных»;
- «Ядерная физика и ядерная фотоника».

### Аспирантура
- Математика и механика (01.06.01)
- Физика и астрономия (03.06.01)